# Joseph Dumont (homme politique)
Joseph Dumont, né le 9 janvier 1881 à Croix (France) et décédé le 9 mars 1945 à Ruien, fut un homme politique socialiste belge.
Dumont fut tisserand jusqu'en 1910, ensuite administrateur délégué de la coopérative De Verbroedering à Renaix. 
Il fut élu conseiller communal de Renaix (1921-32) et en devint échevin des Travaux publics (1927-32); sénateur provincial de la province de Flandre-Orientale (1921-29).

## Sources
- Bio sur ODIS